# Sakura-sō no Pet na kanojo
Sakura-sō no Pet na kanojo (jap. さくら荘のペットな彼女) – seria light novel napisana przez Hajime Kamoshidę i zilustrowana przez Kējiego Mizoguchiego, publikowana nakładem wydawnictwa ASCII Media Works pod imprintem Dengeki Bunko od stycznia 2010 do marca 2014.
Adaptacja w formie mangi z ilustracjami Hōkiego Kusano była publikowana na łamach magazynu „Dengeki G’s Magazine” od kwietnia 2011 do maja 2014, a następnie została przeniesiona do „Dengeki G’s Comic”, gdzie ukazywała się do lipca 2015.
28 czerwca 2012 została wydana drama CD.
Na podstawie powieści studio J.C.Staff wyprodukowało 24-odcinkowy serial anime, który emitowany był od października 2012 do marca 2013.

## Fabuła
Sakura-sō to akademik liceum powiązanego z Uniwersytetem Artystycznym Suimei (skracane do Suiko), który gości najdziwniejszych, sprawiających największe problemy uczniów. Po wyrzuceniu z normalnego akademika za trzymanie bezpańskiego kota, Sorata Kanda przenosi się do Sakura-sō. Gdy zaczyna przyzwyczajać się do tamtejszego stylu życia, do akademika wprowadza się Mashiro Shiina, światowej sławy artystka, która nie potrafi nawet samodzielnie się ubrać, a Sorata zostaje zmuszony do zostania jej opiekunem. Historia skupia się na codziennym życiu bohaterów, a także ich rozwoju mentalnym.

## Bohaterowie

### Mieszkańcy Sakura-sō
- Sorata Kanda (jap. 神田 空太 Kanda Sorata)

Seiyū: Yoshitsugu Matsuoka 
- Mashiro Shiina (jap. 椎名 ましろ Shiina Mashiro)

Seiyū: Ai Kayano 
- Nanami Aoyama (jap. 青山 七海 Aoyama Nanami)

Seiyū: Mariko Nakatsu 
- Misaki Kamiigusa (jap. 上井草 美咲 Kamiigusa Misaki)

Seiyū: Natsumi Takamori 
- Jin Mitaka (jap. 三鷹 仁 Mitaka Jin)

Seiyū: Takahiro Sakurai 
- Ryūnosuke Akasaka (jap. 赤坂 龍之介 Akasaka Ryūnosuke)

Seiyū: Yui Horie 
- Maid (jap. メイド Meido)

Seiyū: Yui Horie 
- Chihiro Sengoku (jap. 千石 千尋 Sengoku Chihiro)

Seiyū: Megumi Toyoguchi 
- Rita Ainsworth (jap. リタ・エインワーズ Rita Einwāzu)

Seiyū: Ayako Kawasumi 
- Iori Himemiya (jap. 姫宮 伊織 Himemiya Iori)

Seiyū: Nobunaga Shimazaki 
- Kanna Hase (jap. 長谷 栞奈 Hase Kanna)

Seiyū: Haruka Yamazaki 

### Uczniowie Suiko
- Yūko Kanda (jap. 神田 優子 Kanda Yūko)

Seiyū: Yui Ogura 
- Daichi Miyahara (jap. 宮原 大地 Miyahara Daichi)

Seiyū: Taishi Murata 
- Mayu Takasaki (jap. 高崎 繭 Takasaki Mayu)

Seiyū: Yurika Kubo 
- Saori Himemiya (jap. 姫宮 沙織 Himemiya Saori)

Seiyū: Ayumi Fujimura 
- Sōichirō Tatebayashi (jap. 舘林 総一郎 Tatebayashi Sōichirō)

Seiyū: Satoshi Hino 
- Otoha Nakano (jap. 中野 乙羽 Nakano Otoha)

Seiyū: Yuka Ōtsubo 
- Kōichi Shinagawa (jap. 品川 孝一 Shinagawa Kōichi)

Seiyū: Tomoaki Maeno 
- Yayoi Honjō (jap. 本尊 弥生 Honjō Yayoi)

Seiyū: Yumi Uchiyama 
- Fukaya Shiho (jap. 深谷 志保 Shiho Fukaya)

Seiyū: Yui Horie 

### Inni
- Kazuki Fujisawa (jap. 藤沢 和希 Fujisawa Kazuki)

Seiyū: Shintarō Asanuma 
- Ayano Iida (jap. 飯田 綾乃 Iida Ayano)

Seiyū: Masumi Asano 
- Fūka Kamiigusa (jap. 上井草 風香 Kamiigusa Fūka)

Seiyū: Saori Hayami 
- Koharu Shirayama (jap. 白山 小春 Shirayama Koharu)

Seiyū: Mikako Takahashi 
- Ojciec Soraty (jap. 空太の父 Sorata no chichi)

Seiyū: Tōru Ōkawa 
- Akiko Kanda (jap. 神田 明子 Kanda Akiko)

Seiyū: Satomi Arai 
- Noriko (jap. ノリコ)

Seiyū: Harumi Sakurai 
- Momoko (jap. 桃子)

Seiyū: Nao Tōyama 
- Shiori Nanba (jap. 難波 しおり Nanba Shiori)

Seiyū: Sachiko Kojima 

## Light novel
Powieść była publikowana nakładem wydawnictwa ASCII Media Works pod imprintem Dengeki Bunko od 10 stycznia 2010 do 8 marca 2014. Seria składa się z 10 głównych powieści i 3 zbiorów opowiadań.
| Nr   | Data wydania (język japoński) | ISBN (język japoński) |
| ---- | ----------------------------- | --------------------- |
| 1    | 10 stycznia 2010              | ISBN 978-4048682800   |
| 2    | 10 kwietnia 2010              | ISBN 978-4048684637   |
| 3    | 10 sierpnia 2010              | ISBN 978-4048687652   |
| 4    | 10 grudnia 2010               | ISBN 978-4048701235   |
| 5    | 10 maja 2011                  | ISBN 978-4048704168   |
| 5,5  | 10 września 2011              | ISBN 978-4048707497   |
| 6    | 10 grudnia 2011               | ISBN 978-4048861403   |
| 7    | 10 kwietnia 2012              | ISBN 978-4048865432   |
| 7,5  | 10 sierpnia 2012              | ISBN 978-4048868013   |
| 8    | 10 października 2012          | ISBN 978-4048869867   |
| 9    | 9 marca 2013                  | ISBN 978-4048914710   |
| 10   | 10 lipca 2013                 | ISBN 978-4048917940   |
| 10,5 | 8 marca 2014                  | ISBN 978-4048664127   |

## Manga
Adaptacja w formie mangi, zilustrowana przez Hōkiego Kusano, ukazywała się w magazynie „Dengeki G’s Magazine” wydawnictwa ASCII Media Works od kwietnia 2011 do maja 2014. Następnie została przeniesiona do „Dengeki G’s Comic”, gdzie była publikowana od czerwca 2014 do lipca 2015. Pierwszy tom tankōbon został wydany 27 października 2011, natomiast ósmy i zarazem ostatni – 27 czerwca 2015. Czteropanelowa antologia została wydana 27 lutego 2012.
| Nr | Data wydania (język japoński) | ISBN (język japoński)  |
| -- | ----------------------------- | ---------------------- |
| 1  | 27 października 2011          | ISBN 978-4-04-870986-6 |
| 2  | 26 maja 2012                  | ISBN 978-4-04-886508-1 |
| 3  | 27 października 2012          | ISBN 978-4-04-891026-2 |
| 4  | 27 marca 2013                 | ISBN 978-4-04-891460-4 |
| 5  | 27 września 2013              | ISBN 978-4-04-891921-0 |
| 6  | 27 marca 2014                 | ISBN 978-4-04-866387-8 |
| 7  | 27 października 2014          | ISBN 978-4-04-866941-2 |
| 8  | 27 czerwca 2015               | ISBN 978-4-04-865083-0 |

## Anime
24-odcinkowa adaptacja anime na podstawie powieści została wyprodukowana przez studio J.C.Staff, napisana przez Mari Okadę i wyreżyserowana przez Atsuko Ishizukę. Była emitowana w Japonii między 9 października 2012 a 26 marca 2013 w stacjach Tokyo MX, MBS, TVA, tvk, Animax. Anime adaptuje 6 pierwszych tomów powieści.

### Ścieżka dźwiękowa
| Nr             | Odcinki   | Tytuł                                                                   | Wykonawcy          | Źródło   |
| Czołówka       | Czołówka  | Czołówka                                                                | Czołówka           | Czołówka |
| -------------- | --------- | ----------------------------------------------------------------------- | ------------------ | -------- |
| 1              | 1–12      | „Kimi ga yume o tsuretekita” (jap. 君が夢を連れてきた)                  | Pet na Kanojotachi | [ 32 ]   |
| 2              | 13, 15–24 | „Yume no Tsuzuki” (jap. 夢の続き)                                       | Konomi Suzuki      | [ 4 ]    |
| 3              | 14        | „I Call Your Name Again”                                                | Mariko Nakatsu     | [ 4 ]    |
| Napisy końcowe |           |                                                                         |                    |          |
| 1              | 1–12, 24  | „Days of Dash”                                                          | Konomi Suzuki      | [ 4 ]    |
| 2              | 13–22     | „Prime Number ~Kimi to deaeru hi~” (jap. Prime Number ~君と出会える日~) | Asuka Ōkura        | [ 4 ]    |
| 3              | 23        | „Kyō no hi wa sayōnara” (jap. 今日の日はさようなら)                     |                    | [ 4 ]    |

### Lista odcinków
| №  | Tytuł                                                           | Premiera             |
| -- | --------------------------------------------------------------- | -------------------- |
| 1  | Neko shiro Mashiro (ねこ・しろ・ましろ)                         | 9 października 2012  |
| 2  | E o kaitekita no (絵を描いてきたの)                             | 16 października 2012 |
| 3  | Chikasugite tooi... (近すぎて遠い…)                             | 23 października 2012 |
| 4  | Iro o kaeru sekai (色を変える世界)                              | 30 października 2012 |
| 5  | Sakura-sō no majime na kanojo (さくら荘のまじめな彼女)          | 6 listopada 2012     |
| 6  | Ame agari no ao (雨あがりの青)                                  | 13 listopada 2012    |
| 7  | Kanojo no kyōshū (彼女のきょうしゅう)                           | 20 listopada 2012    |
| 8  | Dodekai hanabi o agetemiru (どでかい花火をあげてみる)           | 27 listopada 2012    |
| 9  | Aki no arashi ga yattekita (秋の嵐がやってきた)                 | 4 grudnia 2012       |
| 10 | Kirai kirai, daisuki (キライキライ、ダイスキ)                   | 11 grudnia 2012      |
| 11 | Ginga neko Nyaboron (銀河猫にゃぼろん)                          | 18 grudnia 2012      |
| 12 | Ai no pawā in bunkasai (愛のパワーin文化祭)                     | 25 grudnia 2012      |
| 13 | Fuyu no ippo temae de (冬の一歩手前で)                          | 8 stycznia 2013      |
| 14 | Ivu no madobe to sorezore no akari (イヴの窓辺とそれぞれの灯り) | 15 stycznia 2013     |
| 15 | Itsumo no jibun wa doko ni iru? (いつもの自分はどこにいる?)     | 22 stycznia 2013     |
| 16 | Zutto, suki deshita... (ずっと、好きでした...)                  | 29 stycznia 2013     |
| 17 | Barentain wa choko no hi yo (バレンタインはチョコの日よ)        | 5 lutego 2013        |
| 18 | Uchūjin ni hatsukoi (宇宙人に初恋)                              | 12 lutego 2013       |
| 19 | Sumeba miyako no Sakura-sō (住めば都のさくら荘)                 | 19 lutego 2013       |
| 20 | Konosaki mo tadaima o Iu tame ni (この先もただいまを言うために) | 26 lutego 2013       |
| 21 | Dare no sei de mo naku ame wa furu (誰のせいでもなく雨は降る)   | 5 marca 2013         |
| 22 | Kirameku hibi o kakenukero (きらめく日々を駆け抜けろ)           | 12 marca 2013        |
| 23 | Sotsugyōshiki (卒業式)                                          | 19 marca 2013        |
| 24 | Sakura-sō e yōkoso (さくら荘へようこそ)                         | 26 marca 2013        |

## Gra komputerowa
Na podstawie serii powstała gra komputerowa należąca do gatunku powieści wizualnych, wyprodukowana przez Netchubiyori i wydana przez ASCII Media Works. Produkcja ukazała się 14 lutego 2013 na platformach PlayStation Portable i PlayStation Vita.

## Odbiór
W kwietniu 2012 redakcja Mainichi Shimbun podała do wiadomości, że seria powieści sprzedała się w nakładzie ponad 850 tys. egzemplarzy.